# Acide pamidronique
L'acide pamidronique (DCI) ou pamidronate de disodium (USAN), pamidronate disodium pentahydrate est un bisphosphonate azoté, utilisé dans la prévention de l'ostéoporose. Il est vendu sous la marque Aredia par Novartis.

## Utilisation
Il est utilisé pour prévenir la perte osseuse et traiter l'ostéoporose. Il est aussi utilisé pour fortifier l'os dans les cas de maladie de Paget, pour prévenir la perte osseuse en cas d'utilisation de glucocorticoïde et dans certains cancers à forte propension osseuse, tel que le myélome multiple. Dans ce dernier cas, il est habituellement administré par perfusion intraveineuse pendant environ trois heures. La thérapie est répétée mensuellement et est à vie. De par sa capacité à capturer le calcium dans l'os, il est aussi utilisé pour traiter l'hypercalcémie.
Il est aussi utilisé comme traitement expérimental dans une maladie osseuse appelée ostéogenèse imparfaite ou « maladie des os de verre ».

## Mode d'administration
Il est administré par intraveineuse, généralement 90 mg par mois. Il existe aussi conditionné en flacons de 30 mg, 60 mg et 90 mg avec du mannitol.

## Effets secondaires
Les effets secondaires courants sont douleurs osseuses, hypocalcémies, nausées et étourdissements. L'ostéonécrose du maxillaire est une complication rare associée à la prise de bisphosphonates, incluant le pamidronate.
Le pamidronate active les Lymphocytes T γδ in vitro et in vivo, pouvant déclencher des syndromes grippaux lors de l'administration.